# Badminton-Juniorenweltmeisterschaft 1994
Die Badminton-Juniorenweltmeisterschaft 1994 fand vom 28. August bis zum 3. September im Kuala Lumpur Badminton Stadium in Kuala Lumpur, Malaysia, statt. 38 Nationen nahmen an den Titelkämpfen teil.

## Medaillengewinner
| Disziplin    | Gold                    | Silber            | Bronze                          |
| ------------ | ----------------------- | ----------------- | ------------------------------- |
| Herreneinzel | Chen Gang               | Zheng Qiang       | Luo Xilin                       |
| Herreneinzel | Chen Gang               | Zheng Qiang       | Loo Yiew Loong                  |
| Dameneinzel  | Wang Chen               | Zeng Yaqiong      | Dai Yun                         |
| Dameneinzel  | Wang Chen               | Zeng Yaqiong      | Xu Li                           |
| Herrendoppel | Peter Gade Peder Nissen | Eng Hian Andreas  | Wong Choong Hann Loo Yiew Loong |
| Herrendoppel | Peter Gade Peder Nissen | Eng Hian Andreas  | Bae Gi-dae Kim Hyung-joon       |
| Damendoppel  | Yao Jie Liu Lu          | Wang Li Qian Hong | Chung Jae-hee Lee So-young      |
| Damendoppel  | Yao Jie Liu Lu          | Wang Li Qian Hong | Norhasikin Amin Chan Chia Fong  |
| Mixed        | Zhang Wei Qian Hong     | Yang Bing Yao Jie | Zhu Jianwen Liu Lu              |
| Mixed        | Zhang Wei Qian Hong     | Yang Bing Yao Jie | Nathan Robertson Gail Emms      |

## Finalergebnisse
| Disziplin    | Sieger                  | Finalist          | Ergebnis          |
| ------------ | ----------------------- | ----------------- | ----------------- |
| Herreneinzel | Chen Gang               | Zheng Qiang       | 15–9, 15–3        |
| Dameneinzel  | Wang Chen               | Zeng Yaqiong      | 3–11, 11–5, 11–4  |
| Herrendoppel | Peter Gade Peder Nissen | Eng Hian Andreas  | 15–10, 15–11      |
| Damendoppel  | Yao Jie Liu Lu          | Wang Li Qian Hong | 17–16, 7–15, 15–7 |
| Mixed        | Zhang Wei Qian Hong     | Yang Bing Yao Jie | 15–8, 15–6        |

## Halbfinalresultate
| Disziplin    | Sieger                  | Gegner                          | Ergebnis    |
| ------------ | ----------------------- | ------------------------------- | ----------- |
| Herreneinzel | Chen Gang               | Luo Xilin                       | 15–4, 15–4  |
| Herreneinzel | Zheng Qiang             | Loo Yiew Loong                  | 15–3, 15–12 |
| Dameneinzel  | Wang Chen               | Xu Li                           | 11–8, 11–5  |
| Dameneinzel  | Zeng Yaqiong            | Dai Yun                         | 12–10, 11–9 |
| Herrendoppel | Peter Gade Peder Nissen | Wong Choong Hann Loo Yiew Loong | 17–14, 15–6 |
| Herrendoppel | Eng Hian Andreas        | Bae Gi-dae Kim Hyung-joon       | 15–9, 15–5  |
| Damendoppel  | Yao Jie Liu Lu          | Chung Jae-hee Lee So-young      | 15–9, 17–16 |
| Damendoppel  | Wang Li Qian Hong       | Norhasikin Amin Chan Chia Fong  | 15–4, 15–6  |
| Mixed        | Zhang Wei Qian Hong     | Nathan Robertson Gail Emms      | 17–14, 15–5 |
| Mixed        | Yang Bing Yao Jie       | Zhu Jianwen Liu Lu              | 15–3, 15–4  |